# Étienne Balibar

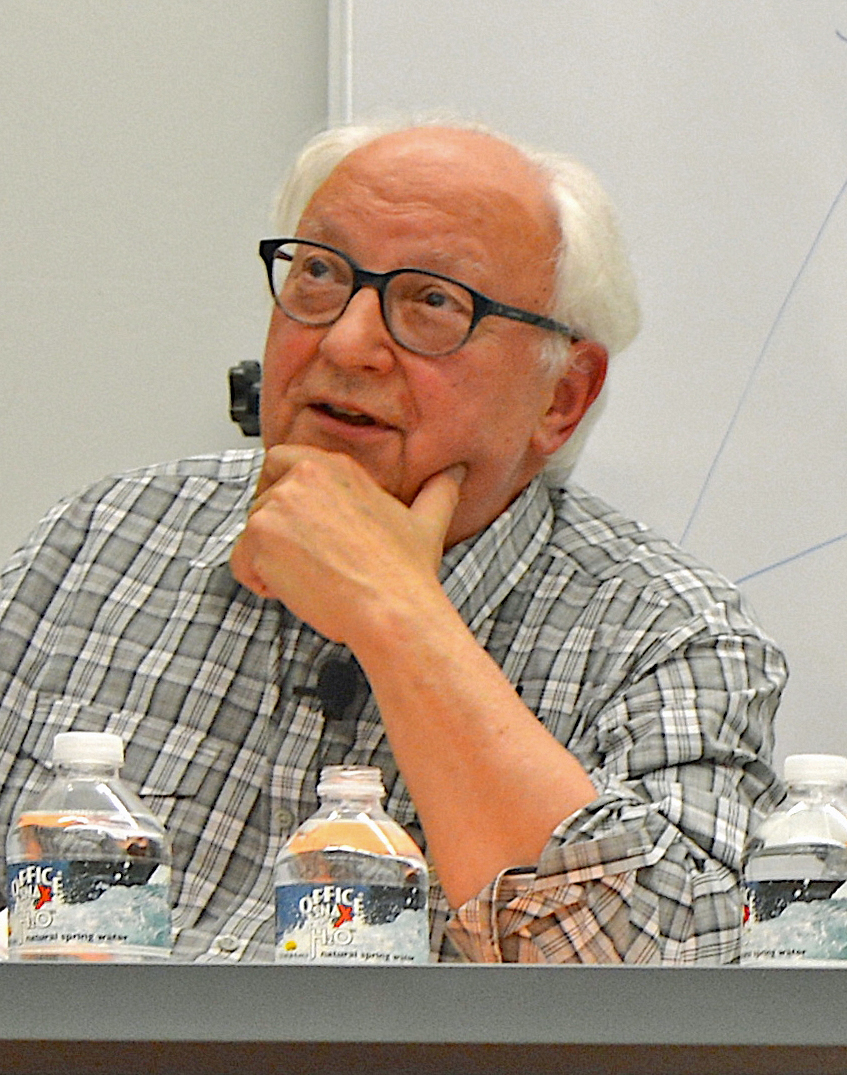
Étienne Balibar (2014)

Étienne Balibar (* 23. April 1942 in Avallon) ist ein französischer Philosoph und bekannter Denker des Postmarxismus.

## Leben
Étienne Balibar wurde 1942 in Avallon in Frankreich geboren. Er studierte ab 1960 an der Ecole normale supérieure (ENS), wo er Schüler und Mitarbeiter von Louis Althusser wurde, einem einflussreichen marxistischen Theoretiker des 20. Jahrhunderts.
Balibar war ab 1961 Mitglied der Kommunistischen Partei Frankreichs (PCF). Allerdings wurde er 1981 aus der Partei ausgeschlossen, nachdem er deren Migrationspolitik in einem seiner Artikel kritisiert hatte.
Seine Doktorgrade erhielt er 1987 in Philosophie in der Katholischen Universität Nijmegen in den Niederlanden. Er habilitierte sich 1993 an der Universitè Paris I. Ab 1994 lehrte er als Professor an der Universität Paris-X (Nanterre) politische Philosophie und Moralphilosophie, wo er seit 2002 emeritiert ist.
Ab den 1990er Jahren lehrte er auch an mehreren Universitäten in den USA, etwa 2000 in der University of California, Irvine und war 2017 Gastprofessor für französische und vergleichende Literatur an der Columbia University in New York.
Zusammen mit der Physikerin Françoise Balibar hat er eine Tochter, die Schauspielerin Jeanne Balibar.

## Positionen und Wirken
Balibar erarbeitete eine Reihe von Werken zu den Grundlagen der Marx’schen Theorie und zur politischen Philosophie. Wichtige Veröffentlichungen Balibars waren die Fünf Studien zum historischen Materialismus (Paris 1974), Rasse, Klasse, Nation (mit Immanuel Wallerstein, Berlin 1990), Die Grenzen der Demokratie (Hamburg 1993). Balibar tritt vor allem für das Projekt einer „Gleichfreiheit“ ein, in der Gleichheit und Freiheit innerhalb einer radikalen Demokratie zusammen einhergehen.
Balibar hat drei Ebenen des Allgemeinen ausgearbeitet:
- die reale, die Globalisierung: viele Menschen werden zunehmend vom Weltmarkt abhängig;
- die der Fiktion, er spricht von Kirche und Staat, als imaginäre Gemeinschaften: sie regelt die ideologische Fiktion;
- die des Ideals, mit einer Forderung nach égaliberté, als mögliches Moment der Politik, das nie vollständig negiert oder zufriedengestellt werden kann.

In seinem Artikel „Gibt es einen ‚Neo-Rassismus‘?“ (1988) arbeitet er heraus, wie sich Rassismus in Europa (im Kontext innereuropäischer Migration und vor der Erfahrung des Kolonialismus) um den Komplex der Immigration herausgebildet hat und zu einem Rassismus ohne Rassen geworden ist. Thema dieses Rassismus sei nicht mehr die biologische Vererbung oder die Überlegenheit bestimmter Gruppen oder Völker über andere, sondern die Unaufhebbarkeit der kulturellen Differenzen, die Schädlichkeit jeder Grenzvermischung und die Unvereinbarkeit der Traditionen und Lebensweisen.
In Sind wir Bürger Europas? (dt. 2003) nimmt er vor allem das Demokratiedefizit der Europäischen Union in den Blick.

## Auszeichnungen
- 2017: Hannah-Arendt-Preis für politisches Denken

## Werke
- Mit Louis Althusser: Lire le Capital, 2 Bände, Maspero, Paris 1968, ISBN 2-7071-0230-X.
  - Übers. Klaus-Dieter Thieme: Das Kapital lesen. Rowohlt, Reinbek 1972, Vollständige Neuausgabe: Louis Althusser et al., Westfälisches Dampfboot, Münster 2015, ISBN 978-3-89691-952-6.
- Sur la Dictature du proletariat. Maspero, Paris 1976, ISBN 2-7071-0863-4.
  - Übers. Rolf Löper, Klaus Riepe, Peter Schöttler: Über die Diktatur des Proletariats. Mit Dokumenten des 22. Parteitages der KPF. VSA, Hamburg 1976, ISBN 3-87975-097-1.
- Spinoza et la politique, Presses Universitaires de France / Humensis, Paris, 1984. 
  - Übers. Stephan Gregory: Spinoza und die Politik, tentare Verlag, Freising 2025, ISBN 978-3-9824105-4-8.
- Mit Immanuel Wallerstein: Race, nation, classe : les identités ambigues, La Découverte, Paris 1988, ISBN 2-7071-1777-3.
  - Übers. Michael Haupt, Ilse Utz: Rasse Klasse Nation. Ambivalente Identitäten. Argument, Hamburg 1990, ISBN 3-88619-386-1.
- Ecrits pour Althusser, La Découverte, Paris 1991, ISBN 2-7071-2021-9.
  - Übers. Renate Nentwig, Peter Schöttler: Für Althusser. Vorw. Sebastian Reinfeldt, Decaton, Mainz 1994, ISBN 3-929455-19-6.
- Les frontières de la démocratie. La Découverte, Paris 1992, ISBN 2-7071-2105-3.
  - deutsch: Die Grenzen der Demokratie., Argument, Hamburg 1993.
- La philosophie de Marx, 1993.
  - deutsch: Marx’ Philosophie, übersetzt von Frieder Otto Wolf, b-books, Berlin 2013, ISBN 978-3-942214-03-2.
- La crainte des masses, Galilée, Paris 1997, ISBN 2-7186-0462-X.
  - Übers. Thomas Laugstien: Der Schauplatz des Anderen. Formen der Gewalt und Grenzen der Zivilität. Hamburger Edition, Hamburg 2006, ISBN 3-936096-71-6.
- Nous, citoyens d'Europe?: Les Frontières, l'Etat, le peuple, La Découverte, Paris 2001, ISBN 2-7071-3460-0.
  - deutsch: Sind wir Bürger Europas? Politische Integration, soziale Ausgrenzung und die Zukunft des Nationalen, Hamburger Edition, Hamburg 2003, ISBN 3-930908-86-7.
- La proposition de l'égaliberté: essais politiques, 1989–2009, Presses Universitaires de France, Paris 2010.
  - Übers. Christine Pries: Gleichfreiheit: politische Essays. Suhrkamp, Berlin 2012, ISBN 3-518-58586-X.
- Übers. Frieder Otto Wolf: Europa: Krise und Ende?. Westfälisches Dampfboot, Münster 2016, ISBN 978-3-89691-842-0.
- Des Universels. Essais et conférences. Éditions Galilée, Paris 2016.